# Filippo di Lorena
Filippo di Lorena, anche noto come il Cavaliere di Lorena (Parigi, 28 settembre 1643 – Parigi, 8 dicembre 1702), è stato un nobile francese e membro del Casato di Guisa, cadetto del Casato ducale di Lorena. Fu il rinomato amante di Filippo di Borbone, fratello di Luigi XIV.

## Biografia
Filippo di Lorena era il secondogenito del Conte e della Contessa di Harcourt. Suo padre, Enrico di Lorena, fu creato Conte di Harcourt nel 1605 all'età di 4 anni. Enrico fu anche Gran Scudiero di Francia, una carica di prestigio delle scuderie reali, addetto al trasporto del re e del suo entourage cerimoniale. Era noto come Monsieur le Grand. Sua madre era un membro dell'antico Casato di Cambout, che faceva risalire le sue origini ai Sovrani Duchi di Bretagna (XI secolo–1547). 
Suo fratello maggiore, Luigi, fu Conte d'Armagnac e marito di Catherine de Neufville, figlia minore di Nicolas de Neufville de Villeroy, governatore del giovane Luigi XIV: una sorella di François de Neufville de Villeroy, il futuro governatore di Luigi XV. 
Philippe fu abate di Saint-Pierre nella Diocesi di Chartres. 
Noto come "tanto bello quanto un angelo", Philippe diventò l'amante di Monsieur nel 1658, mentre viveva al Palais-Royal a Parigi, dove la giovane Principessa Enrichetta Anna d'Inghilterra viveva con sua madre, la Regina Enrichetta Maria. Le due Enrichette erano fuggite dall'Inghilterra a causa della Guerra civile inglese e avevano vissuto al Palais-Royal come residenza di favore e di grazia. 
Lorena ed Enrichetta avrebbero poi vissuto insieme sotto strette circostanze; Monsieur sposò Enrichetta Anna al Palais-Royal nel 1661. Monsieur ostentava apertamente i suoi affairs a corte e soprattutto il suo amante a lungo termine che era il Lorena. Nel 1670, Enrichetta Anna morì improvvisamente a Saint-Cloud e si sospettò che il Lorena ne fosse stato l'assassino, sebbene l'autopsia effettuata avesse riportato che Enrichetta Anna era morta di peritonite, causata da un'ulcera perforante.
(Van der Cruysse, Madame Palatine, princesse europénne)
Monsieur disse persino ad Enrichetta Anna che non poteva amarla senza il permesso di Lorena. Non sorprende, che il primo matrimonio di Monsieur non sia stato un matrimonio felice. Nel gennaio 1670, la moglie convinse il re ad imprigionare il cavaliere, prima vicino a Lione, poi nell'isola-fortezza nel Mediterraneo del Castello d'If ed infine fu esiliato a Roma. Ma da febbraio le proteste e le suppliche di Monsieur persuasero il Re a riportarlo nell'entourage di suo fratello.
Nel 1682 il Lorena fu esiliato nuovamente con l'accusa di aver sedotto il giovane Conte di Vermandois, figlio di Luigi XIV e Louise de La Vallière, con il suo entourage (incluso il Principe di Conti) e cominciato a praticare le vice italien (l'appellativo contemporaneo per l'omosessualità). Essendogli stato permesso di tornare a corte, fu poi accusato per aver contribuito a istigare il matrimonio tra Philippe d'Orléans, duc de Chartres e Mademoiselle de Blois nel 1692. Chartres era il figlio di Monsieur e della sua seconda moglie Elisabetta Carlotta del Palatinato, che per nessuna ragione andava d'accordo con il Lorena e semplicemente "tollerava la sua esistenza". Monsieur ed Elisabetta Carlotta si erano sposati nel 1671.
Secondo Enrichetta Anna, Elisabetta Carlotta e Saint-Simon, Monsieur era frequentemente manipolato dal Lorena. Saint-Simon disse anche che sposò sua cugina Beatrice Geronima di Lorena (1662–1738), Badessa di Remiremont. Monsieur morì nel 1701; verso la fine della propria vita, aveva perso la sua collezione di mobili al Palais-Royal (molti dei quali provenivano dal Palatinato) e i soldi dall'abbazia, ma si riconciliò con Elisabetta Carlotta. Morì nel 1702 a Parigi di un colpo di apoplessia.
Lorena ebbe discendenti, inclusi gli antichi Conti di Oeynhausen ed il Marchese di Alorna. Sua nipote, Maria di Lorena, figlia di suo fratello Luigi, fu Principessa di Monaco, come moglie di Antonio I.

## Discendenza
Ebbe un figlio da una donna di nome Claude de Souches: 
- Alessandro, cavaliere di Beauvernois (morto dopo il 1734), soprannominato il "bastardo di Lorena".[6]

## Ascendenza
|                                          |                                            |                                                  | Genitori                                                 |  |  | Nonni |  |  | Bisnonni                   |  |  | Trisnonni               |  |
|                                          |                                            |                                                  |                                                          |  |  |       |  |  | René II, marchese d'Elbeuf |  |  | Claude I, duca di Guisa |  |
|                                          |                                            |                                                  |                                                          |  |  |       |  |  | René II, marchese d'Elbeuf |  |  | Claude I, duca di Guisa |  |
|                                          |                                            | Antoinette de Bourbon-Vendôme                    |                                                          |  |  |       |  |  | René II, marchese d'Elbeuf |  |  |                         |  |
| Charles I, duca d'Elbeuf                 |                                            |                                                  |                                                          |  |  |       |  |  | René II, marchese d'Elbeuf |  |  |                         |  |
|                                          |                                            | Louise de Rieux                                  | Claude I, signore di Rieux e Rochefort                   |  |  |       |  |  |                            |  |  |                         |  |
|                                          |                                            | Louise de Rieux                                  | Claude I, signore di Rieux e Rochefort                   |  |  |       |  |  |                            |  |  |                         |  |
|                                          |                                            | Louise de Rieux                                  | Suzanne de Bourbon-La Roche-sur-Yon                      |  |  |       |  |  |                            |  |  |                         |  |
| Henri, conte d'Harcourt                  |                                            | Louise de Rieux                                  |                                                          |  |  |       |  |  |                            |  |  |                         |  |
|                                          |                                            | Léonor Chabot, conte di Charny e Buzançois       | Philippe de Chabot, conte di Charny e Buzançois          |  |  |       |  |  |                            |  |  |                         |  |
|                                          |                                            | Léonor Chabot, conte di Charny e Buzançois       | Philippe de Chabot, conte di Charny e Buzançois          |  |  |       |  |  |                            |  |  |                         |  |
|                                          |                                            | Léonor Chabot, conte di Charny e Buzançois       | Françoise de Longvy, signora di Pagny e Mirebeau         |  |  |       |  |  |                            |  |  |                         |  |
| Marguerite de Chabot, contessa di Charny |                                            | Léonor Chabot, conte di Charny e Buzançois       |                                                          |  |  |       |  |  |                            |  |  |                         |  |
|                                          |                                            | Françoise, signora di Rye                        | Joachim, signore di Rye                                  |  |  |       |  |  |                            |  |  |                         |  |
|                                          |                                            | Françoise, signora di Rye                        | Joachim, signore di Rye                                  |  |  |       |  |  |                            |  |  |                         |  |
|                                          |                                            | Françoise, signora di Rye                        | Antoinette de Longvy, signora di Neufchâtel              |  |  |       |  |  |                            |  |  |                         |  |
| Philippe de Lorraine                     |                                            | Françoise, signora di Rye                        |                                                          |  |  |       |  |  |                            |  |  |                         |  |
|                                          | François du Cambout, barone di Pontchâteau | René du Cambout                                  |                                                          |  |  |       |  |  |                            |  |  |                         |  |
|                                          | François du Cambout, barone di Pontchâteau | René du Cambout                                  |                                                          |  |  |       |  |  |                            |  |  |                         |  |
|                                          | François du Cambout, barone di Pontchâteau | Françoise Baye, signora di Mérionnec e Coislin   |                                                          |  |  |       |  |  |                            |  |  |                         |  |
| Charles du Cambout, marchese di Coislin  | François du Cambout, barone di Pontchâteau |                                                  |                                                          |  |  |       |  |  |                            |  |  |                         |  |
|                                          |                                            | Louise du Plessis de Richelieu, signora di Beray | Louis du Plessis, signore di Richelieu, Becay, e Chillon |  |  |       |  |  |                            |  |  |                         |  |
|                                          |                                            | Louise du Plessis de Richelieu, signora di Beray | Louis du Plessis, signore di Richelieu, Becay, e Chillon |  |  |       |  |  |                            |  |  |                         |  |
|                                          |                                            | Louise du Plessis de Richelieu, signora di Beray | Françoise de Rochechouart                                |  |  |       |  |  |                            |  |  |                         |  |
| Marguerite Philippe du Cambout           |                                            | Louise du Plessis de Richelieu, signora di Beray |                                                          |  |  |       |  |  |                            |  |  |                         |  |
|                                          |                                            | Charles de Beurges, signore di Seury             | …                                                        |  |  |       |  |  |                            |  |  |                         |  |
|                                          |                                            | Charles de Beurges, signore di Seury             | …                                                        |  |  |       |  |  |                            |  |  |                         |  |
|                                          |                                            | Charles de Beurges, signore di Seury             | …                                                        |  |  |       |  |  |                            |  |  |                         |  |
| Philippe de Beurges, signora di Seury    |                                            | Charles de Beurges, signore di Seury             |                                                          |  |  |       |  |  |                            |  |  |                         |  |
|                                          |                                            | Jeanne de Lescoët, signora di Mogulaye           | …                                                        |  |  |       |  |  |                            |  |  |                         |  |
|                                          |                                            | Jeanne de Lescoët, signora di Mogulaye           | …                                                        |  |  |       |  |  |                            |  |  |                         |  |
|                                          |                                            | Jeanne de Lescoët, signora di Mogulaye           | …                                                        |  |  |       |  |  |                            |  |  |                         |  |
|                                          |                                            | Jeanne de Lescoët, signora di Mogulaye           |                                                          |  |  |       |  |  |                            |  |  |                         |  |

## Titoli e denominazione
- 1643 – 8 dicembre 1702: Sua Altezza lo Chevalier de Lorraine.